# Spilopimpla bicolor
Spilopimpla bicolor är en stekelart som först beskrevs av Gyöö Viktor Szépligeti 1908.  Spilopimpla bicolor ingår i släktet Spilopimpla och familjen brokparasitsteklar. Inga underarter finns listade i Catalogue of Life.